# Aldo Silvani
Aldo Silvani (21 de janeiro de 1891 — 12 de novembro de 1964) foi um ator de teatro e cinema italiano. Natural e Turim, já apareceu em 112 filmes entre 1934 e 1964.